# 南ガス回廊

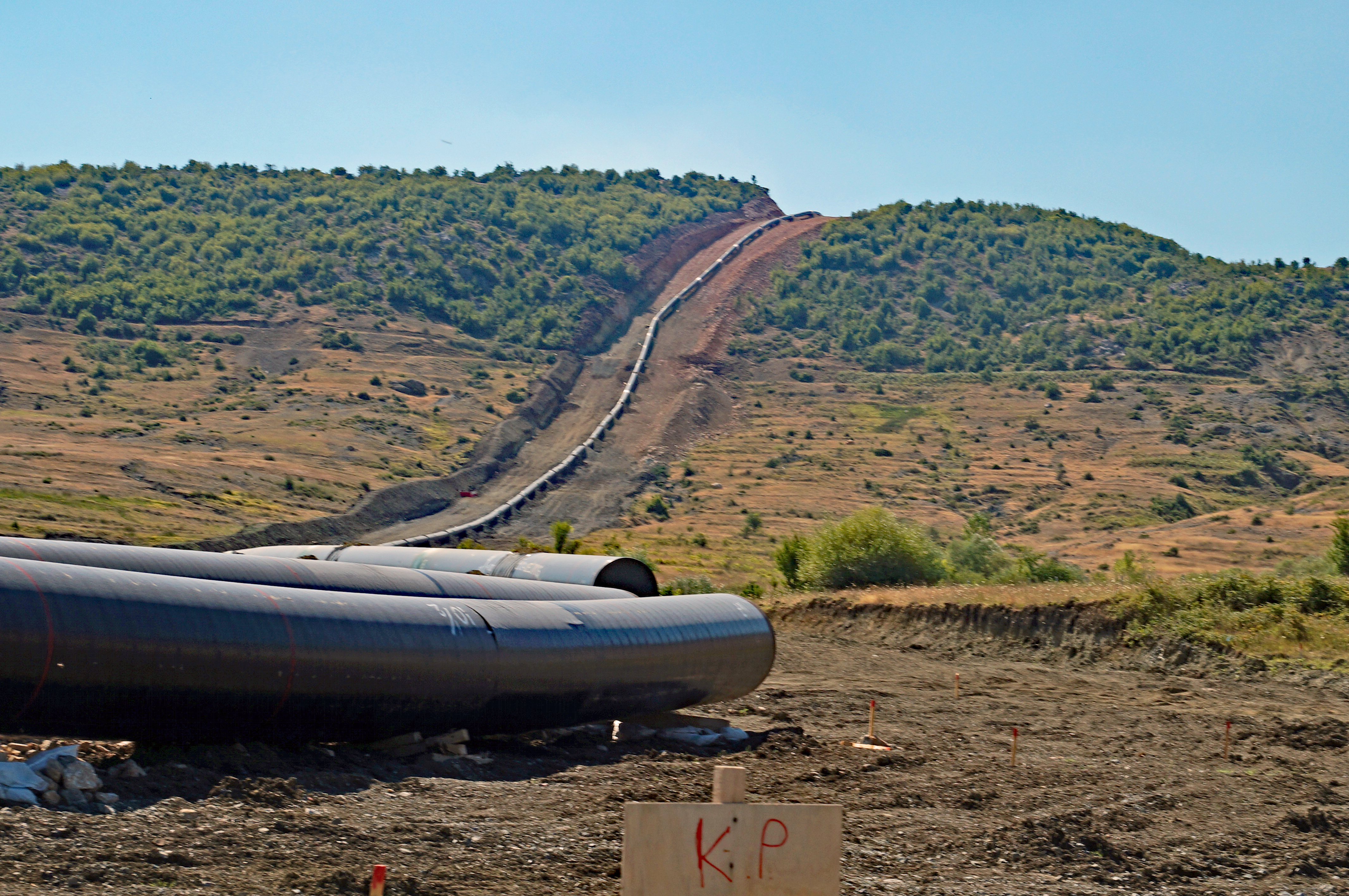
南ガス回廊のトランス・アドリア海パイプライン

南ガス回廊（みなみガスかいろう、英語: Southern Gas Corridor）は、欧州委員会のイニシアティブが2008 年から提案している、カスピ海および中東地域からヨーロッパ南部への天然ガスパイプラインである。その目標はヨーロッパのロシアのガスへの依存を減らし、多様なエネルギー供給源を追加することである。

## 三本のガスパイプラインを結ぶ
南ガス回廊は、アゼルバイジャンからヨーロッパ南部へのルートで、サウス・コーカサスパイプライン、トランス・アナトリアパイプライン、およびトランス・アドリア海パイプラインで構成されている。このルートの総投資額は 350 億米ドルと見積もられている。主な供給源は、カスピ海にあるシャー デニス・ガス田（Shah Deniz gas field）で、2020年から供給が始まった。

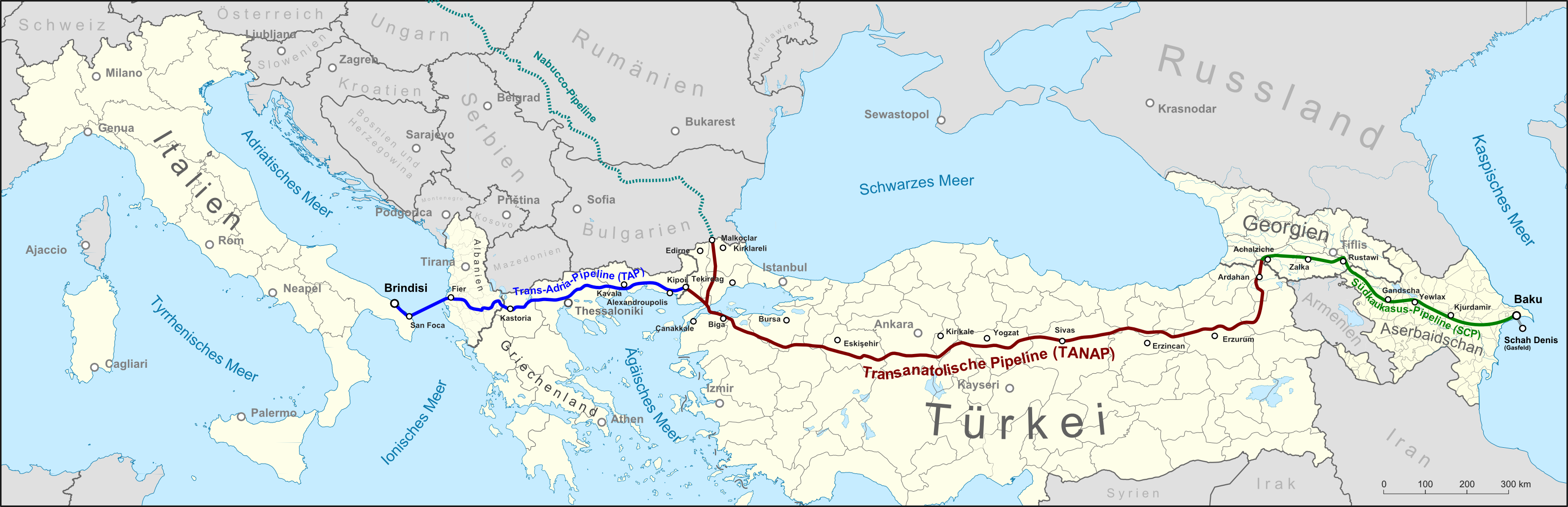
南ガス回廊

南ガス回廊を構成する三本の天然ガスパイプラインのうち、最西端のトランス・アドリア海パイプラインは、2006年から運用が開始されていて、ギリシア（550キロメートル）、アルバニア（215キロメートル）を通ってアドリア海を横断し（105キロメートル）、イタリアのサンフォカ（San Foca）に上陸してから（陸上部分8キロメートル）メレンドゥーニョでスナム社の供給網に接続する。
最東端のサウス・コーカサスパイプラインは、アゼルバイジャンのバクーからトルコのエルズルムを結ぶ、全長692キロメートル（430マイル）で、2006年から運用が開始されている。
中間のトランス・アナトリアパイプラインは、トルコ内（アナトリア半島とトルコのヨーロッパ部）の長さ 1,841 キロメートルのパイプラインで、建設は 2015 年に開始され、2019 年に開通した。これで、カスピ海のアゼルバイジャンからヨーロッパに向かい、ギリシャからアルバニアとアドリア海を経てイタリア南部に至るバイプラインが完成して、2020年からアゼルバイジャンからのガス供給が全体で始まり「南ガス回廊」が完成した。

## 新たな動き
2022年5月末に開催された世界経済フォーラム年次総会（ダボス会議）では、トルクメニスタン・カザフスタンの天然ガスをロシア経由にせず南ガス回廊経由でヨーロッパへ輸送するカスピ海横断ガスパイプライン・プロジェクトの重要性が議論された。2022年7月18日、「南ガス回廊」による天然ガス供給量を2027年までに現在の2倍の20BCM以上とすることで合意したと、EUとアゼルバイジャンは発表した。

## 参照項目
- 欧州連合のエネルギー政策 (Energy policy of the European Union)
- ノルドストリーム
- サウス・ストリーム
- タークストリーム (TurkStream)